# 尚巴志の中山侵攻
尚巴志の中山侵攻（しょうはしのちゅうざんしんこう）は、 永楽4年（1406年）または永楽3年（1405年）に琉球の中山王国で起きた戦争。
尚巴志の三山統一をめぐる過程で起こり、当時佐敷按司であった尚巴志は中山王武寧王の居城浦添城を攻めた。中山の按司達は尚巴志に寝返ったことで武寧王は降伏、浦添城は陥落した。これにより察度王統は滅亡、尚巴志の父の尚思紹王が中山王に即位した。
| 尚巴志の中山侵攻                                   | 尚巴志の中山侵攻                                |
| -------------------------------------------------- | ----------------------------------------------- |
| 戦争：尚巴志の中山侵攻                             |                                                 |
| 年月日： 永楽4年（1406年） または永楽3年（1405年） |                                                 |
| 場所：中山王国                                     |                                                 |
| 結果：佐敷按司（尚巴志）の勝利、中山王国の滅亡     |                                                 |
| 交戦勢力                                           |                                                 |
| 中山王国                                           | 佐敷按司勢力                                    |
| 指導者・指揮官                                     |                                                 |
| 武寧王 完寧斯結 亜蘭匏 など                        | 尚巴志 尚思紹（苗代大親） 中山の各地の按司 など |
| 戦力                                               |                                                 |
| 不明                                               | 不明                                            |
| 損害                                               |                                                 |
| 不明                                               | 不明                                            |

## 合戦への経緯
至治2年（1322年） に怕尼芝王が今帰仁仲宗根若按司（仲昔今帰仁按司丘春の子）を討ち取り、北山王国を、至元3年（1337年）には承察度王が南山王国を建国して三山時代が始まった。
中山王国では西威王の崩御（ 1349年、至正9年）後に信望の厚かった察度が推され、1350年に中山王となった。これにより英祖王統が滅亡し、察度王統が始まった。 洪武28年（1395年）に察度王は崩御し、洪武29年（1396年）に武寧王が即位した。武寧王は永楽2年（1404年）には琉球で初めて冊封を受けた。（先代の察度が初めてである、とする説もある。）
尚巴志は洪武26年（1393年）に伊覇按司一世の推挙を経て父の苗代大親（なーしるうふや、後の尚思紹王）の後を継ぎ、佐敷按司となる。建文4年（ 1402年）に近隣の大按司だった島添大里按司の屋富祖大親（汪英紫の三男）を滅ぼし、大里、玉城、知念、佐敷の４間切を支配下に入れて力をつけっていった。こうして尚巴志は中山王国の攻略に踏み出すことになる。

## 合戦の経過
『中山世鑑』によれば、武寧王は即位してから父王・察度王の遺命に背き、察度王の業績を辱め、女色に溺れ、狩猟にふけり、日夜気ままに遊び呆け、家臣の優劣を評価せず、百姓の苦労も顧みなかったので国が荒廃しだし、按司達の心が離れていったとしている。
また、察度王の頃から仕えていた国相の亜蘭匏は中山での貿易を独占したことで、華人街・久米村（クニンダ）の他の華人たちとの間に軋轢があったとされる。
尚巴志はこういった按司達や久米村勢力を味方につけ、永楽4年（1406年）に中山王の居城・浦添城（浦添グスク）へ向けて挙兵した（1406年とするのが一般的だが1405年とする説もある）。人々は尚巴志の軍勢をご馳走を持参してまで心から迎えたという。武寧王は応戦しようとしたが、味方は少なくどうにもならなかったので、落ち延びようとした。しかし、周りは四面楚歌の状況で、前に躓き後ろによろめいて、いうに甲斐なく2月5日に降伏した。
降伏後の武寧王と世子・完寧斯結のその後の行方は分かっていない。国相・亜蘭匏は、その後の尚思紹王、尚巴志王の治世で名前が見られないことから失脚したと思われる。

## 戦後
武寧王を滅ぼした尚巴志自身は中山王にならず、父の苗代大親を尚思紹王として中山王に即位させた。国相には亜蘭匏ではなく、久米村の程復や王茂がつき、尚巴志王時代には懐機が国相となった。
また、武寧王の三男と伝わる我如古大主は中山侵攻の際に落ち延びて、我如古グスクを築城した。
尚巴志が島添大里按司時代に支配下に入れた勢力の一つである糸数按司は、自身より格下だった佐敷按司の尚巴志の支配下につくことをよく思っておらず、尚巴志と対立関係にあったと思われる。そこで尚巴志は武寧王攻略後に自身の支配下に入った上間按司（安謝名子）に命じて糸数グスクを攻め滅ぼさせた。

## 1421年説
『中山世鑑』では尚巴志の中山侵攻は永楽19年（1421年）に起こったとしている。これについて和田久徳氏は、『中山世鑑』で中山侵攻が永楽19年としているのは尚思紹王の在位期間が欠落していたからだとした。著者の羽地朝秀は尚巴志王が永楽20年（1422年）に即位したので、中山侵攻の年はその前年だであろうと考えたのだ。しかし、尚思紹王の在位は明国側の冊封の資料からも見て取れるので、永楽4年（1406年）または永楽3年（1405年）が中山侵攻の正しい年であるとした。